# Забастовка текстильных рабочих (США, 1934)
Забастовка текстильных рабочих (англ. Textile workers strike of 1934) — крупнейшая на тот момент забастовка в истории США; в забастовке, продолжавшейся 22 дня, принимали участие 400 000 текстильных рабочих из Новой Англии и Среднеатлантических штатов, а также — из южных штатов США; началась 18 июля 1934 года с местной стачки в северной части штата Алабама, в городе Хантсвилл. 10 августа 1934 года Рубен Сандерс был убит в драке между штрейкбрехерами и забастовщиками, произошедшей в городе Колумбус, штат Джорджия.